# Tiefraumstation Zapala

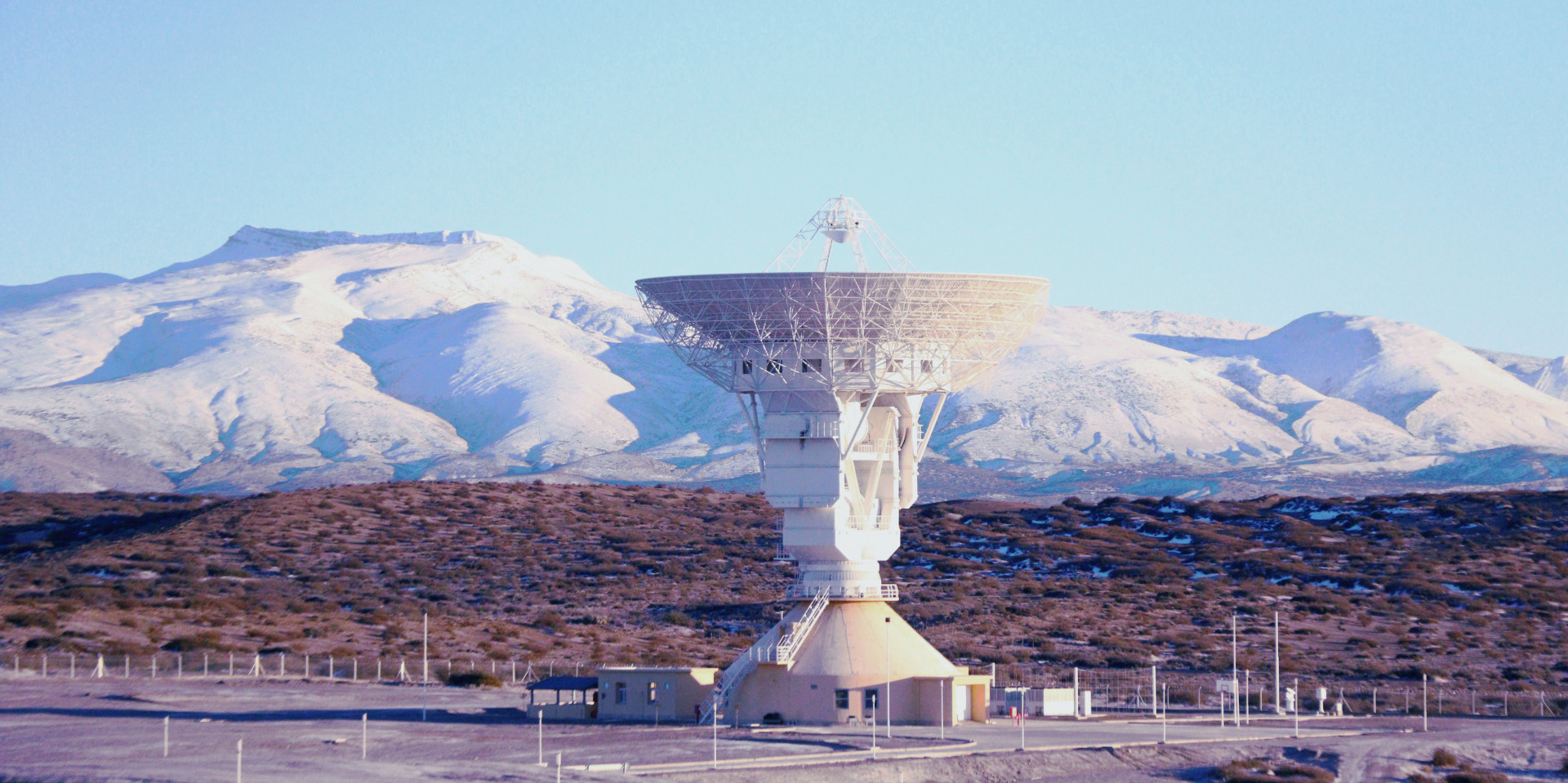
Die 35-Meter-Antenne der Tiefraumstation Zapala

Die Tiefraumstation Zapala (chinesisch 萨帕拉深空站, Pinyin Sàpàlā Shēnkōngzhàn, spanisch Estación de Espacio Profundo CLTC-CONAE-NEUQUÉN) ist eine Einrichtung der Hauptabteilung Satellitenstarts, Bahnverfolgung und Steuerung der Strategischen Kampfunterstützungstruppe der Volksrepublik China, wegen der englischen Bezeichnung China Satellite Launch & Tracking Control General Department auch unter dem Akronym „CLTC“ bekannt. 
Die Station liegt 75 km nördlich der Stadt Zapala, Provinz Neuquén, im Westen Argentiniens. Als Teil des Chinesischen Tiefraum-Netzwerks dient sie primär der Bahnverfolgung und Steuerung chinesischer Raumsonden und Rover. Wenn diese nicht im Sichtbereich der Station sind, wird sie von der argentinischen Kommission für Weltraumaktivitäten (CONAE) für Radioastronomie und geophysikalische Forschung genutzt.

## Geschichte
2010 fragte das Generalkommando Satellitenstarts, Bahnverfolgung und Steuerung (中国卫星发射测控系统部) beim Hauptzeugamt der Volksbefreiungsarmee, der in China damals für die Raumfahrt zuständigen Dienststelle,  bei der argentinischen Kommission für Weltraumaktivitäten (CONAE) an, ob man dort eine Bodenstation errichten könnte, in ähnlicher Art wie die ESTRACK-Station der ESA in Malargüe, die von der CONAE während ihr zugeteilten Zeiten für radioastronomische Zwecke mitbenutzt wird.
Als Standort wurde, unter anderem aus tektonischen Gründen, die Provinz Neuquén am nördlichen Rand von Patagonien gewählt. Dort gibt es wenig Niederschlag (Wolken dämpfen hochfrequente Mikrowellensignale) und das flache Gelände ist noch so weit von den Anden entfernt, dass man ein gutes Sichtfeld über den gesamten Himmel hat. Im Jahr 2012 unterzeichnete das Generalkommando Satellitenstarts ein bilaterales Abkommen mit der CONAE sowie ein trilaterales Abkommen mit der CONAE und der Provinzregierung von Neuquén, worin vereinbart war, dass die Provinz der Volksrepublik China für 50 Jahre ein Areal für den Bau einer Tiefraumstation zur Verfügung stellen würde und die CONAE im Gegenzug diese Großantenne für eigene, nationale und internationale Projekte nutzen konnte und am Mondprogramm sowie am Marsprogramm der Volksrepublik China beteiligt werden würde.
Auf der Basis des Abkommens mit der Provinz Neuquén begann die Chinesische Hafenbau GmbH (中国港湾工程有限责任公司), eine für Auslandsprojekte zuständige Tochtergesellschaft der China Communications Construction Company, Ende 2013 mit Erdarbeiten auf einem 200 ha großen Gelände etwa 75 km nördlich der Stadt Zapala. In China ist die aus technischen Gründen weit abseits von jeglicher Zivilisation liegende Tiefraumstation nach diesem Ort benannt.
In Argentinien wird zur Ortsbezeichnung meist Bajada del Agrio verwendet, ein bereits im Departamento Picunches liegender kleiner Ort, der circa 20 km von der Station entfernt ist. Die amtliche Bezeichnung in Argentinien lautet Estación de Espacio Profundo CLTC-CONAE-NEUQUÉN.

## Technik

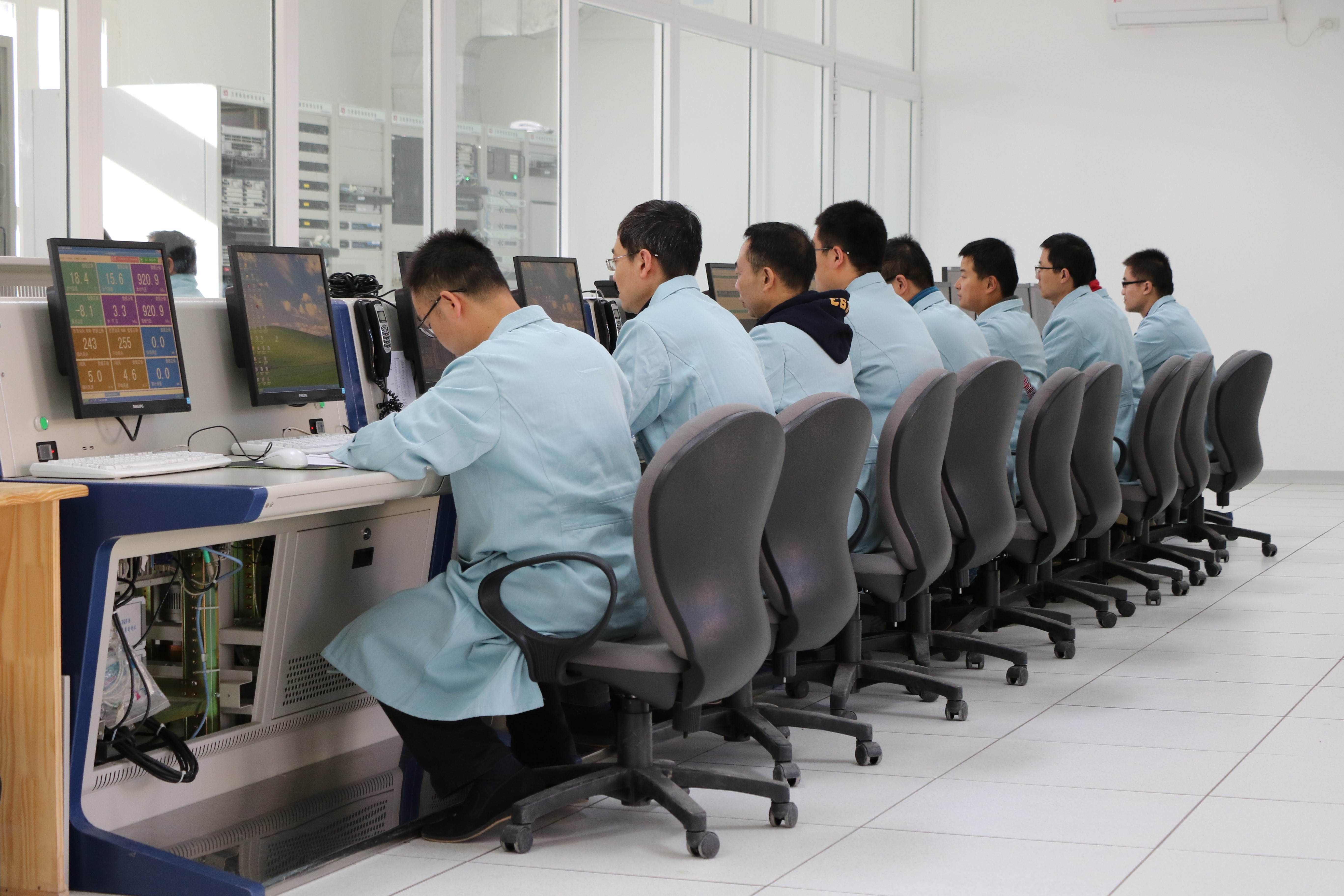
Kontrollraum der Station. Die Techniker sind Soldaten der Kampfunterstützungstruppe.

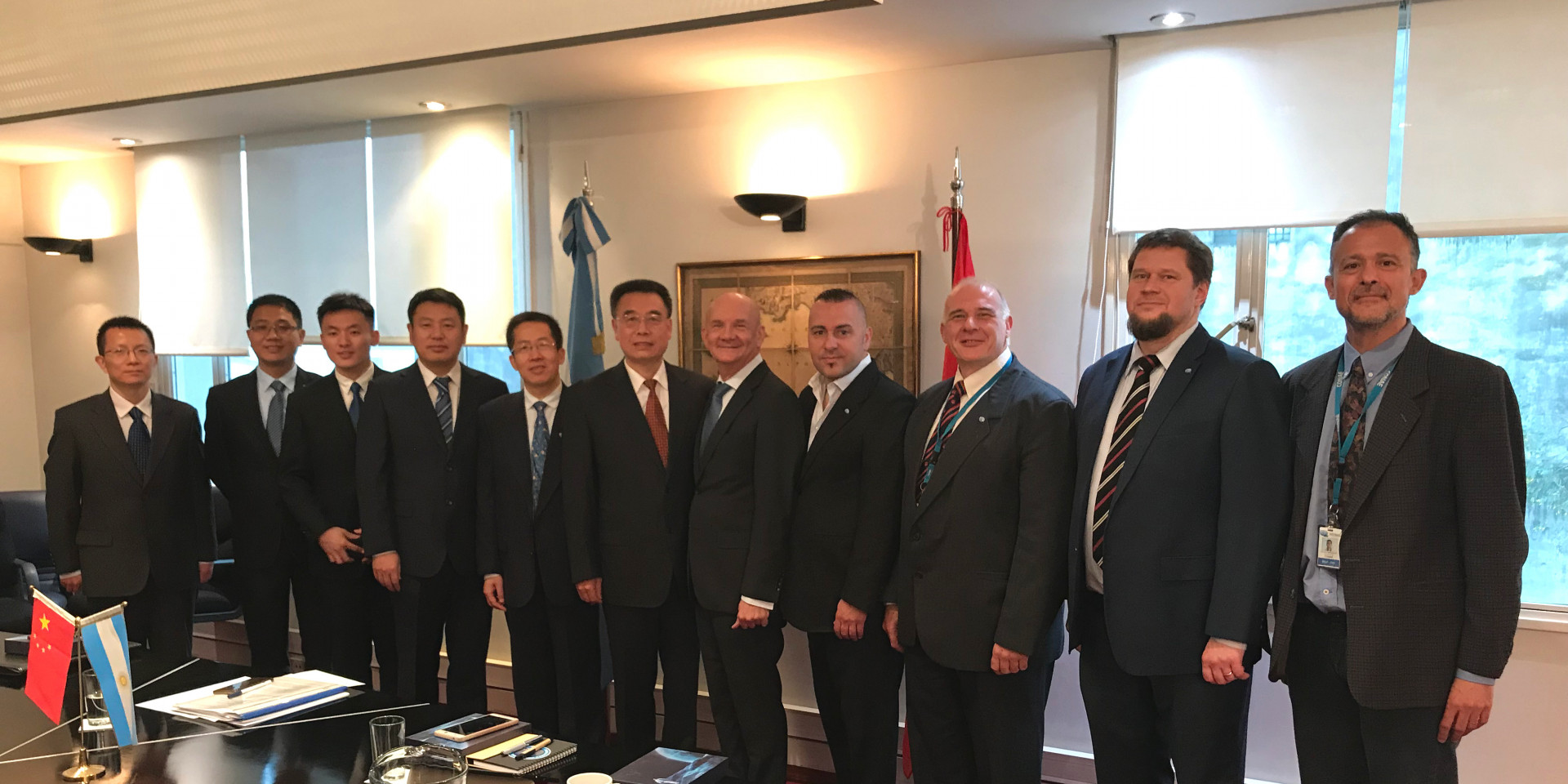
Das Treffen am 13. Dezember 2018. In der Mitte links Huang Qiusheng, rechts Félix Menicocci.

Im Februar 2017 waren die Bauarbeiten weitgehend beendet, die Inbetriebnahme erfolgte im April 2018.
Die Station besitzt neben den Antennen und dem Kontrollraum mehrere Verwaltungsgebäude, ein Informationszentrum für Besucher, Unterkünfte für die Soldaten und ein eigenes Kraftwerk. Sie liegt auf der China gegenüberliegenden Seite der Erde – zusammen mit den Stationen auf chinesischem Boden erreicht das seit dem 1. Januar 2016 unter Verantwortung des Satellitenkontrollzentrums Xi’an der Strategischen Kampfunterstützungstruppe stehende Chinesische Tiefraum-Netzwerk eine Himmelsabdeckung von 90 %.  Der reale Einsatz begann am 20. Mai 2018 mit dem Start des Relaissatelliten „Elsternbrücke“.
.Mittlerweile verfügt die Station über zwei größere Antennen:
- 35-Meter-Antenne, altazimutale Montierung,[9] S/X/Ka-Band-Empfänger[10]
- 13,5-Meter-Antenne

Die Station verfügt über Delta-DOR-Technik zur präzisen Positionsbestimmung von Raumfahrzeugen zusammen mit den übrigen Tiefraumstationen.
Die Tiefraumstation Zapala dient primär der Telemetrie, Bahnverfolgung und Steuerung der chinesischen Mondsonden, der Marssonde Tianwen-1 sowie ab 2025 auch für Asteroidenmissionen und weiter entfernte Ziele. In den Verträgen mit der argentinischen Kommission für Weltraumaktivitäten war aber vereinbart, dass diese die Anlage während 10 % der Zeit für eigene, wissenschaftliche Zwecke nutzen kann, genauso wie in dem von der ESA 2009 mit Argentinien geschlossenen Vertrag über ihre ESTRACK-Station in Malargüe. Hierfür steht naturgemäß nur die Zeit nach dem Mond- und Marsuntergang in Argentinien zur Verfügung. Am 13. Dezember 2018 besuchte eine chinesische Delegation unter der Leitung von Generalmajor Huang Qiusheng (黄秋生), dem Politkommissar der Hauptabteilung Satellitenstarts, Bahnverfolgung und Steuerung bei der Strategischen Kampfunterstützungstruppe, das Hauptquartier der CONAE in Buenos Aires, um zusammen mit Félix Menicocci, dem Generalsekretär der Kommission für Weltraumaktivitäten, den konkreten Zeitplan zu besprechen sowie Möglichkeiten für eine Beteiligung Argentiniens am chinesischen Mondprogramm auszuloten.
Dies wurde am 6. Februar 2022 bei einem Treffen der beiden Präsidenten Xi Jinping und Alberto Ángel Fernández am Rande der Olympischen Winterspiele in Peking vertieft und mündete am 13. September 2022 in das 1. Chinesisch-Argentinische Raumfahrtforum unter der Leitung von Zhang Kejian, dem Direktor der Nationalen Raumfahrtbehörde Chinas und Daniel Filmus, dem argentinischen Minister für Wissenschaft, Technologie und Innovation. Dort wurde neben der Tiefraumerkundung auch eine Zusammenarbeit bei Erdbeobachtung, Satellitennavigation und Weltraumwissenschaft vereinbart, außerdem eine Unterstützung Chinas bei der Ausbildung argentinischer Raumfahrttechniker sowie dem Aufbau von Raumfahrteinrichtungen in Argentinien.

## Radioastronomische Forschung
Die CONAE entwickelte in Zusammenarbeit mit dem Instituto Argentino de Radioastronomía einen über Wellenleiter anschließbaren Empfänger mit einer Rauschtemperatur von 46 K für Radioastronomie mit der 35-m-Antenne. Der Empfänger arbeitet im S-Band bei 2,2–2,3 GHz und im X-Band bei 8,4–8,5 GHz. Es können Signale mit zirkularer Polarisation, also mit horizontaler und vertikaler Polarisation gleichzeitig, empfangen werden. Die Wissenschaftler können die nach dem Raw Data Exchange Format (RDEF) des Consultative Committee for Space Data Systems arbeitende Delta-DOR-Schnittstelle der Tiefraumstation nutzen, um die Messwerte an ihr Heimatinstitut zu übertragen. Erste Tests des Empfängers fanden 2019 statt.
Im Jahr 2023 liefen an der Tiefraumstation Zapala unter der Leitung der CONAE acht Forschungsprojekte. Neben dem Argentinischen Institut für Radioastronomie war daran das Argentinisch-Deutsche geodätische Observatorium (Observatorio Argentino-Alemán de Geodesia, kurz AGGO) aus dem Partido Berazategui beteiligt, eine vom Nationalen Rat für wissenschaftliche und technische Forschung Argentiniens (Consejo Nacional de Investigaciones Científicas y Técnicas, kurz CONICET) und dem Bundesamt für Kartographie und Geodäsie gemeinsam betriebene Einrichtung.
Ein weiteres Projekt wurde vom Institut für Techniken für Radioastronomie und kosmische Strahlung (Instituto de Tecnologías en Detección y Astropartículas, kurz ITeDA) durchgeführt, einer vom CONICET zusammen mit der Nationalen Universität General San Martín (UNSAM) und der Nationalen Atomenergiebehörde (Comisión Nacional de Energía Atómica, kurz CNEA) betriebenen Einrichtung.
Außerdem ist noch das vom CONICET mit der Universität Buenos Aires betriebene Institut für Astronomie und Astrophysik (Instituto de Astronomía y Física del Espacio, kurz IAFE) an der Tiefraumstation Zapala aktiv.